# Sandra Scoppettone
Œuvres principales
- Série Lauren Laurano
- La Mort dans l'art
- Donato père et fille

Sandra Scoppettone est une écrivaine américaine, auteure de roman policier.

## Biographie
Née dans le New Jersey en 1936, elle abandonne ses études pour se consacrer tôt à l'écriture. Elle écrit des romans pour adolescents et des romans policiers sous le pseudonyme de Jack Early. La Mort dans l'art et Playing Murder ont été nommés pour le prix Edgar-Allan-Poe.
Sandra Scoppettone est aussi connue pour sa série ayant pour héroïne la détective privée lesbienne Lauren Laurano. Ses romans se déroulent dans les villes où elle a vécu, New York et Long Island.
Elle a fait son coming out en 1970.

## Œuvres

### Romans signés Sandra Scoppettone

#### SérieLauren Laurano
- Everything You Have Is Mine (1991) Traduction française : Tout ce qui est à toi..., Fleuve noir, 1995.
- I'll Be Leaving You Always (1993) Traduction française : Je te quitterai toujours, Fleuve noir, 1996.
- My Sweet Untraceable You (1994) Traduction française : Toi ma douce introuvable, Fleuve noir, 1998.
- Let's Face The Music and Die (1996) Traduction française : Toute la mort devant nous, Fleuve noir, 1997.
- Gonna Take a Homicidal Journey (1999) Traduction française : Long Island Blues, Fleuve noir, 1999.

#### Autres romans
- Some Unknown Person (1977) Inspiré de la vie et de la mort de Starr Faithfull en 1931[2],[3]. Traduction française par Nathalie Mège : Vie et mort de Miss Faithfull, Fleuve noir, 2002.
- Such Nice People (1980)
- Innocent Bystanders (1983)
- Beautiful Rage (2004) Traduction française : De peur et de larmes, Fleuve noir, 2003.
- This Dame for Hire (2005)
- Too Darn Hot (2006)

### Romans signés Jack Early
- A Creative Kind of Killer (1984) Traduction française : La Mort dans l'art, Série noire no 2033, Fleuve noir, 2003.
- Razzamatazz (1985) Traduction française : Petite Musique de mort, Fleuve noir, 2001.
- Donato & Daughter (1988) Traduction française : Donato père et fille, Fleuve noir, 2000. Adapté en téléfilm en 1993 sous le titre de Donato père et fille par Rod Holcomb.

### Romans pour adolescents
- Trying Hard to Hear You (1974)
- The Late Great Me (1976)
- Happy Endings Are All Alike (1978)
- Long Time Between Kisses (1982)
- Playing Murder (1985)

## Prix et distinctions
- 2013 : Prix Alice B Readers